# Dahner Burgengruppe

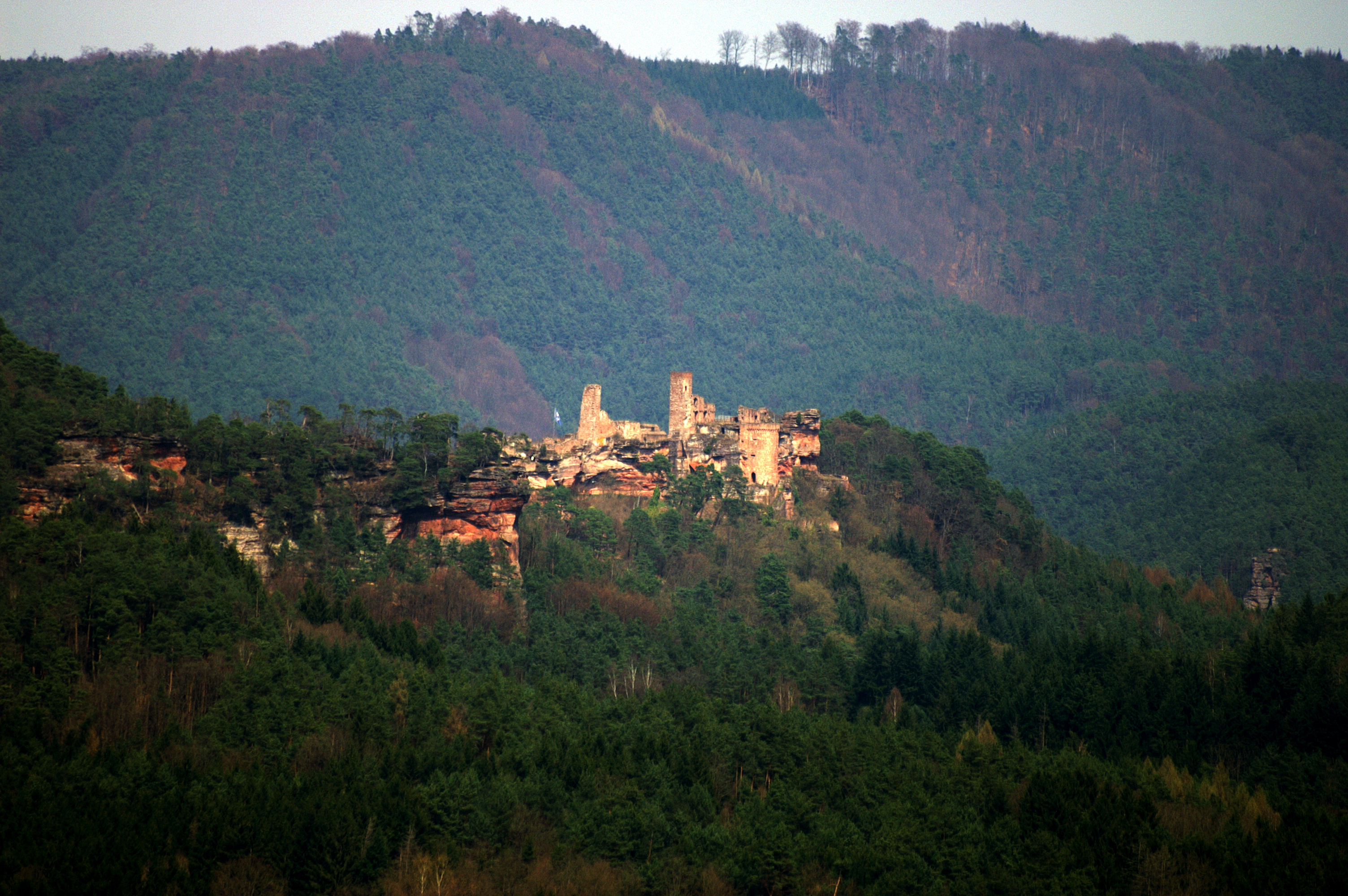
Dahner Burgengruppe aus Südosten

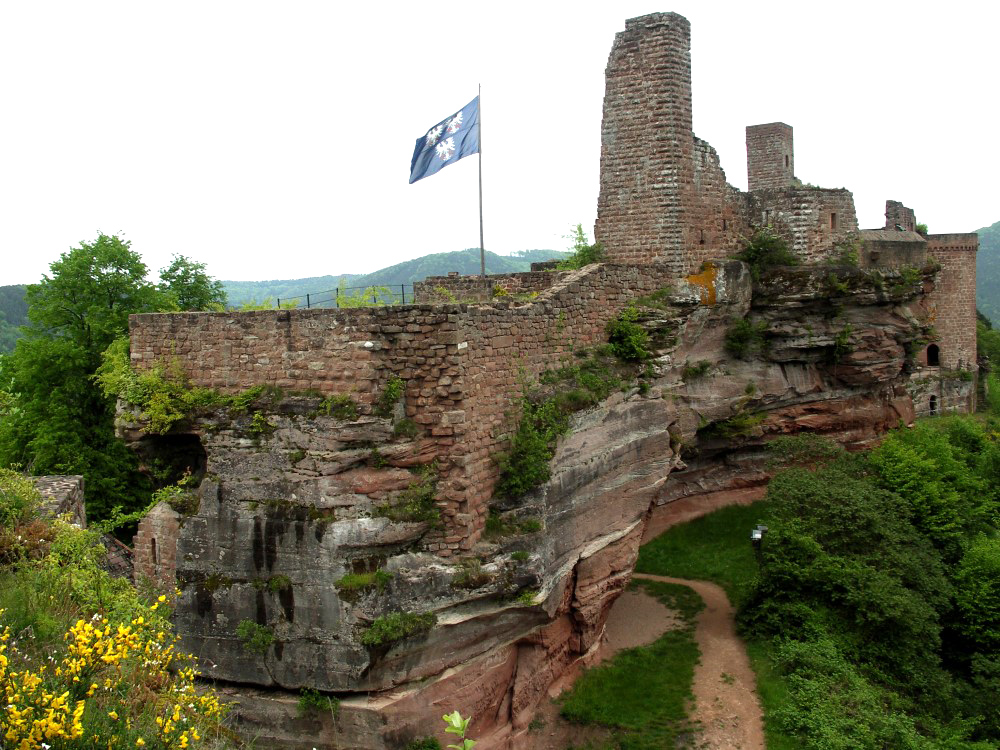
Blick von Tanstein über Grafendahn nach Altdahn (Südwest nach Nordost)

Die Dahner Burgengruppe bei der Stadt Dahn in Rheinland-Pfalz besteht aus den drei Felsenburgen Altdahn, Grafendahn und Tanstein, das seltener auch Tannstein geschrieben wird. Sie sind auf einer langgestreckten Bergkuppe in einer Linie nebeneinander von Nordost nach Südwest aufgereiht.

## Geographie
Die Burgengruppe steht auf dem 323,1 m hohen Schlossberg, der sich auf der Waldgemarkung von Dahn knapp 1 km östlich von deren Wohnbebauung erhebt. Das sogenannte Dahner Felsenland im Wasgau, der den Südteil des Pfälzerwalds umfasst, verfügt über eine beträchtliche Zahl weiterer Burgen und Felsformationen. Beispielsweise steht 4 km nordwestlich die Burg Neudahn, und unmittelbar am Rand der Stadt erheben sich Naturfelsen wie der Jungfernsprung und die Formation Braut und Bräutigam.
Von Dahn aus führt die Schlossstraße, die mit der Kreisstraße 40 identisch ist, zum Schlossberg empor und passiert ihn unterhalb des südwestlichen Bergsporns. Dort zweigt an einem kleinen Bergsattel auf 277 m Höhe nach links ein Waldweg ab, über den Wanderer nach etwa 300 m die Burgengruppe erreichen. An der Abzweigung liegt links ein Parkplatz.
Auf halbem Weg zwischen Stadtrand und Parkplatz steht am rechten Straßenrand ein Wegekreuz (⊙) von 1857, das zu den Kulturdenkmälern von Dahn gehört.
Den Nordostsporn des Schlossbergrückens bildet etwa 200 m von den Burgen entfernt auf 316 m Höhe das Naturdenkmal 7340-210 Löchelfelsen (⊙).

## Geschichte
Die drei Burgen wurden nahe beieinander, aber nicht gleichzeitig unter Ausnutzung von fünf nebeneinander stehenden Felsen auf dem langgestreckten Rücken des Schlossbergs errichtet. Mehrere Generationen des Dahner Rittergeschlechts waren damit befasst, wobei sich die Bauzeit über fast zwei Jahrhunderte erstreckte: Tanstein (im Südwesten) als älteste Burg stammt vom Anfang des 12. Jahrhunderts, Altdahn (im Nordosten) vom Anfang und Grafendahn (in der Mitte) vom Ende des 13. Jahrhunderts.

## Ähnliche Burgengruppen
Eine ähnliche Anordnung von Burgen in einer engen Dreier- oder auch Zweiergruppe ist mehrfach in den südlich benachbarten elsässischen Vogesen zu finden: die Burg Dreistein am Odilienberg bei Obernai, die Burgengruppe Ochsenstein bei Reinhardsmunster, die Drei Exen bei Egisheim und die Burgengruppe Hohkönigsburg/Oedenburg. Andernorts gibt es weitere Beispiele, so die drei abgegangenen Burgen auf dem Jenaer Hausberg; mit einer Pfalzanlage sollen es insgesamt sogar vier Anlagen gewesen sein.